# حيداب
حَيْدَاب هي إحدى القرى اللبنانية من قرى قضاء جزين في محافظة الجنوب.
تبعد حيداب - قطِين 68 كلم (42.2552 مي) عن بيروت عاصمة لبنان. ترتفع 840 م (2756.04 قدم - 918.624 يارد) عن سطح البحر وتمتد على مساحة 226 هكتاراً (2.26 كلم²- 0.87236 مي²).